# Asprenas femoratus
Asprenas femoratus är en insektsart som beskrevs av Carl Stål 1875. Asprenas femoratus ingår i släktet Asprenas och familjen Phasmatidae. Inga underarter finns listade.